# Pavo Barišić
Pavo Barišić (Gornja Dubica, BIH, 9. rujna 1959.), hrvatski je filozof, bivši ministar znanosti i obrazovanja u 14. Vladi Republike Hrvatske.

## Životopis
Bio je znanstveni savjetnik u Institutu za filozofiju u Zagrebu i redoviti profesor na Filozofskom fakultetu Sveučilišta u Splitu. Od 2019. redoviti je profesor na Sveučilištu u Zagrebu. Objavljuje knjige i znanstvene radove na hrvatskom, njemačkom i engleskom, od kojih su neki prevedeni na japanski, korejski, španjolski i dr.

## Obrazovanje
Na Pravnom fakultetu Sveučilišta u Zagrebu završio je studij prava 1982. Studij filozofije i germanistike diplomirao je 1983. na Filozofskom fakultetu. Magisterij znanosti stekao je na Fakultetu političkih znanosti u Zagrebu 1985.  radom “Praktična filozofija u Hegela”.
Doktorski studij pohađao je na Sveučilištu u Augsburgu gdje je doktorirao 1989. disertacijom Welt und Ethos [Svijet i ethos]. Potporom Zaklade Alexander von Humboldt boravio je kao gostujući istraživač na Sveučilištu u Augsburgu 1997. – 1998. i Münchenu 2004. Predavao ja kao gostujući profesor na Sveučilištu Kwansei Gakuin u Japanu 2002. – 2003.

## Služba
Znanstveni je savjetnik u Institutu za filozofiju, gdje je bio ravnatelj 1991. – 2001. Bio je direktor programa trajne istraživačke djelatnosti Povijest hrvatske filozofije i temeljni problemi filozofije 1997. – 2002. Sudjeluje u projektu Hrvatska filozofija i znanost u europskom kontekstu od 12. – 20. st.
Bio je redoviti profesor na Sveučilištu u Splitu do 2019. i pročelnik Odsjeka za filozofiju 2005. – 2013. Voditelj je međunarodnoga projekta institucionalne suradnje Filozofija i demokracija između Sveučilišta Ludwig Maximilian u Münchenu i Sveučilišta u Splitu. Od 2019. redoviti je profesor na Sveučilištu u Zagrebu, a 10. prosinca 2019. imenovan je prvim dekanom Fakulteta hrvatskih studija. Odlukom Senata Sveučilišta u Zagrebu s te dužnosti razriješen je 16. ožujka 2021.
Glavni je urednik časopisa i istoimene biblioteke Filozofska istraživanja i Synthesis philosophica 1993. – 2005. Pomoćnik je ministra znanosti, obrazovanja i športa 2004. – 2006., predsjednik Upravnoga vijeća Agencije za znanost i visoko obrazovanje 2005. – 2006., voditelj Operativnoga stožera Bolonjskoga procesa 2005. – 2006. i predsjednik Savjeta Sveučilišta u Splitu 2005. – 2007. Predsjednik Hrvatskoga filozofskog društva bio je 2007. – 2009. Od 2014. predsjednik je Kluba hrvatskih humboldtovaca. Glavni je tajnik Međunarodne i član je predsjedništva Hrvatske paneuropske unije. Utemeljitelj je Kluba znanstvenika i bio je član Predsjedništva UBH Prsten.
Od 19. listopada 2016. do 9. lipnja 2017. ministar je znanosti i obrazovanja u 14. Vladi Republike Hrvatske.
Kodirektor je međunarodnoga skupa „Filozofija i demokracija“ na Interuniverzitetskom centru u Dubrovniku. Član je Uredništva časopisa Dokos (Toledo, Španjolska), Prilozi za istraživanje hrvatske filozofske baštine (Zagreb, Hrvatska), Međunarodnoga savjeta Jahrbuch für Hegelforschung (Bochum, Njemačka) i časopisa Limes (Vilnius, Litva).
Dobitnik je nagrade za znanstvenu izvrsnost u Institutu za filozofiju 2015.

## Istraživanje

### Povijest hrvatske filozofije
Bitne odrednice identiteta hrvatske filozofije Barišić rasvjetljuje u „bogatstvu struja europske filozofijske misli“: „Zacijelo je povijesnim okolnostima uvjetovano temeljno obilježje prožetost i pripadnost hrvatske filozofije najraznolikijim kulturnim krugovima i otvorenost prema drugačijemu… na mjestima dodira civilizacija, u blizini različnoga, napetosti suprotstavljenoga zbivaju se plodotvorni susreti drugačijih svjetonazora, osobito razumijevanje i otvorenost prema drugome i drugačijemu, prema stranomu, prema nepoznatomu, otkrivanje novoga. U mnogih hrvatskih filozofa otuda izlazi na vidjelo nastojanje da se prevladaju granice, da se nadiđe razdvojenost, da se posreduje različitost u zajedničkome, da se teži univerzalnome u duhovnom životu.“ Kao primjere takvih težnja ističe pokušaj „Hermana Dalmatina da poveže istočnu duhovnost i arapski misaoni svijet sa zapadnom metafizikom“, nastojanje Frane Petrića da približi „hermetičke i istočnjačke misli platonističkom i aristotelovskom duhovnom nasljeđu“ ili osebujan „zanos Jurja Križanića da pomiri istočnu i zapadnu vjeru i duhovnost“.

### Filozofija prava
Istražuje povezanost pojma slobode s pravom i zakonom: „Pitanje o pravu i pravednosti, zakonu i zakonitosti, za Starčevića je ishodišno pitanje ustanovljenja ljudske zajednice u kojem se odlučuje o osnovnoj vrijednosti – ideji slobode. Sažeto iskazan aksiom njegove pravaške filozofije polazi od postavke o čovjekovoj postavljenosti u pravo kao svoju drugu narav – altera natura – što se iskazuje očitovanjima slobodne volje. Pravo je božanska tvorevina postavljena za čovjeka poradi njegove slobode djelovanja i življenja u zajedništvu s drugima. Utemeljenje filozofije prava na ideji slobode na osebujan način potvrđuje Starčevićeva znamenita izreka, koja se provlači kao nit vodilja kroz pravašku argumentaciju: Sloboda bez zakona ne može biti.“

### Demokracija

#### O idealu vladavine puka
Zagovarajući istinske reforme za ostvarenje pravednosti i općega dobra u politici, Barišić ukazuje na tri paradoksa s kojima se sučeljava suvremena vladavina puka: „Demokracija se kao i nekoliko puta u povijesti ponovno nalazi na prekretnici, suočena s tri velike aporije. Kako svladati velike prostore, a da građani budu subjekti uređivanja javnih poslova? Kako se nositi s izazovom velikih brojeva, ako se želi uvažiti sloboda i mišljenje svakoga građanina? Znatan je problem u suvremenom svijetu poglavito odgovoriti na izazove multikulturalnosti. Na prvi se pogled aporije ne čine preteškima, ima svagda ideologija koje nude lake i brze odgovore. Ali živjeti i ostvariti ta jednostavna učenja, znatno je teže… Prava se ljubav prema demokraciji dokazuje ovdje i sada. Za to postići može pomoći jednostavna japanska filozofija wabi-sabi koja priznaje tri stvarnosti: ništa nije trajno, ništa nije dovršeno i ništa nije savršeno. Valja potražiti u vlastitim redovima vjerodostojne reformatore, zauzete za pravdu i opće dobro, ne obične zavodnike puka. Solon poručuje, raspoznajte među sobom skromne, razborite i samozatajne ljude koji znaju put do jednostavnih istina za življenje u demokraciji i slobodi. Tako ćete … s ponosom moći kazati – znali su ujediniti puk, učiniti građane slobodnima, uvaženima i odgovornima za upravljanje zajedničkim poslovima, vrijedilo je slijediti ih na putu istinske vladavine puka.“

#### Post-demokracija
U kritičkom odmaku od diskursa post-demokracije, za opis globalnoga stanja vladavine puka Barišić koristi usporedbu s Polibijem: „Kada zagovornici post-demokracije opisuju suvremene simptome degeneracije parlamentarne demokracije, tada posežu za drevnom pričom o cikličnom razvoju državnih ustava ... Rimski povjesničar … opisao je znakovitu pojavu nastanka i izopačavanja pojedinih državnih oblika prema stoičkoj slici prirodnoga slijeda. Demokracija se rađa iz otpora nepravednoj strahovladi i nasilju izopačene oligarhijske vladavine kada građani preuzmu na sebe teret brige za zajedničko dobro i nadzor nad općim poslovima države. Nakon nepravedne i nasilne vlasti bogatih oligarha građani doživljavaju demokratski ustav kao nešto čarobno i blagotvorno. Jednakost i sloboda govora i mišljenja promatraju se kao najviše vrednote sve dok ima živih svjedoka koji su doživjeli i iskusili zlo i nepravde oligarhijske vladavine.“
Povijesnom prispodobom iznosi na vidjelo kako „najviše vrednote demokracije blijede i nestaju u zaboravu prijenosa s generacije djece na unuke, kada ponovno neki pokušavaju postati moćniji od drugih građana. Toj su kušnji najpodložniji bogati… u tome kvarenju ćudoređa puka, u spremnosti i pohlepnosti za primanjem mita Polibije prepoznaje najveću pogibelj za ‘vrlinu demokracije’. Rezultat je takva procesa postupno vitoperenje demokratskoga državnog ustava u nasilnu vladavinu čvrste ruke. Za tako iskvaren i korumpiran, ali istodobno osiromašen puk kratak je put do nasilne vladavine dovoljno ambicioznih vođa. Iz prevratničkih zbivanja, uzburkanih skupština, krvoprolića, progona, oduzimanja i preraspodjele zemlje Polibije u cikličnom slijedu ustava novi oblik prepoznaje u ‘ohlokratskoj’ vladavini u kojoj puk gubi sve tragove civilizacije i vlada pravo jačega. Na kraju slijedi smirenje uzburkanoga i prevratničkoga stanja, urota i ubijanja u pronalaženju novoga ‘učitelja i despota’… u navedenim snažnim opisima uspona i padova demokracije mogu se prepoznati stanoviti aspekti suvremenih demokratskih procesa u tendencijama bilo prema ohlokratskim bilo prema oligarhijskim ili totalitarnim oblicima. To ne vrijedi samo za demokratske prevrate i preobrazbe političkih vladavina u zemljama na jugoistoku Europe nego se može promatrati i šire u političkim tvorevinama nastalim na ruševinama Sovjetskoga carstva, u demokratskim ushićenjima i razočaranjima u arapskom proljeću, tzv. arabelionu, jednako kao i sklonostima zaboravu i naravno znatno diskretnijim ‘post-demokratskim’ zastranama prema oligarhijskim ili plutokratskim oblicima u zapadnim društvima… Povijest nema kraja, kako su neki autori naivno najavljivali. Ni ideja demokracije nije odumrla, ako građani svojim nesudjelovanjem u igri izražavaju prosvjede protiv namještenih igara partitokratskih struktura i spin doktora. Ali ostaje otvorena mogućnost izražavanja volje koja se očituje kada za to sazriju uvjeti i kada je doista potrebno učiniti promjenu. Zato treba otvoriti prostor za djelovanje i postaviti težište na građanina kao autonomnoga subjekta politike“.

#### Deliberativna demokracija
Razmatrajući definicije deliberativne demokracije Barišić izlučuje pojmovna određenja koja su važna za sagledavanje Aristotelovih izjava o deliberaciji: „Deliberacija je javna djelatnost slobodnih i jednakih građana u otvorenoj i neovisnoj političkoj zajednici koja slobodnim vijećanjem i javnom diskurzivnom utakmicom različitih stavova i obrazloženja postiže suglasnost višega reda o poslovima važnima za sve. Deliberativna demokracija nije samo oblik vladavine nego je također samosvojan način života i mišljenja građana koji osjećaju obvezu zauzimati se za opće dobro i javno opravdavati svoje prijedloge. U javnoj deliberaciji građana razvija se njihova politička kompetencija i etos političke kulture, što razvija smisao za zajednicu, produbljuje građansko prijateljstvo i jača osjećaj za pravednost. Deliberacija potiče javno sudioništvo građana u zajednici, jača stabilnost i učvršćuje legitimnost vlasti.” Kod Aristotela hipoteza u korist vladavine mnoštva nasuprot vladavine najboljih, ali manjine, može biti istinita samo pod jednim uvjetom: „Mnoštvo je bolje samo onda kada se okupi i zajednički deliberira... Dobro uređeno okupljanje mnoštva može dakle pozitivno utjecati na loše pojedince i okrenuti odluke nabolje. Mnoštvo ne mora uvijek biti zlo i iracionalno, kao što to pretpostavljaju mnogi autori koji masi pripisuju negativno djelovanje.”

## Djela
- Dijalektika običajnosti, Hrvatsko filozofsko društvo, Zagreb, 1988.
- Welt und Ethos, Königshausen & Neumann, Würzburg, 1992.
- Filozofija prava Ante Starčevića, Hrvatsko filozofsko društvo, Zagreb, 1996.
- Otvorena pitanja povijesti hrvatske filozofije (ur.), Institut za filozofiju, Zagreb, 2000.
- Pavao Vuk-Pavlović – život i djelo (ur.), HAZU/Institut za filozofiju, Zagreb, 2003.
- Demokracija i etika (ur.), Hrvatsko filozofsko društvo, Zagreb, 2005.
- Demokracija na prekretnici (ur.), Hrvatsko filozofsko društvo, Zagreb, 2014.
- Deliberative Demokratie (ur. Henning Ottmann / Pavo Barišić), Nomos, Baden-Baden, 2015.
- Ideal vladavine puka: uvod u filozofiju demokracije: sveučilišni udžbenik, Hrvatsko filozofsko društvo i Filozofski fakultet Sveučilišta u Splitu, Zagreb 2016.
- Deliberativna demokracija i Aristotelovi argumenti o rasudnoj snazi mnoštva, Hrvatski institut za filozofiju, Zagreb, 2016.
- Ante Starčević: ideali slobode i prava, Školska knjiga, Zagreb, 2022.[16]

## Vanjske poveznice
- Osobna mrežna stranica
- Tko je tko u hrvatskoj znanosti Detalji znanstvenika  Arhivirana inačica izvorne stranice od 14. ožujka 2016. (Wayback Machine)
- Filozofski fakultet Sveučilišta u Splitu  Arhivirana inačica izvorne stranice od 8. ožujka 2016. (Wayback Machine) Pavo Barišić
- Institut za filozofiju Zagreb Znanstvenici  Arhivirana inačica izvorne stranice od 7. ožujka 2016. (Wayback Machine)